# Anica Dobra
Pour les articles homonymes, voir Dobra.
Anica Dobra, née le 3 juin 1963 à Belgrade (Yougoslavie), est une actrice et chanteuse serbe.

## Biographie
Anica Dobra est née le 3 juin 1963 à Belgrade. Elle débute comme actrice dans le film en 'Pokondirena tikva' en 1986.

## Filmographie

### Cinéma
- 1985 : Pera Panker (court-métrage)
- 1986 : Pokondirena tikva
- 1987 : Već viđeno (Reflections)
- 1988 : Zivot sa stricem de Krsto Papic : Korina
- 1989 : Point de rencontre (Sabirni centar)
- 1989 : Kako je propao rokenrol
- 1990 : Rosamunde
- 1990 : Spieler
- 1991 : Wildfeuer
- 1991 : Nie im Leben
- 1992 : Tito et moi (Tito i ja)
- 1992 : Black Bomber (Crni bombarder)
- 1994 : Polismördaren
- 1995 : Frauen sind was Wunderbares
- 1994 : Le Pandore (Wachtmeister Zumbühl)
- 1995 : Roula
- 1996 : Honigmond
- 1997 : Frau zu sein bedarf es wenig
- 1998 : Das merkwürdige Verhalten geschlechtsreifer Großstädter zur Paarungszeit (Kinofilm)
- 1998 : Bin ich schön?
- 1999 : Točkovi
- 2000 : Falling Rocks
- 2000 : Illumination garantie (Erleuchtung garantiert)
- 2001 : Nataša
- 2003 : Wheels
- 2005 : Ivkova slava
- 2007 : Le Piège (Klopka – Die Falle)
- 2007 : Liebe und andere Verbrechen (Ljubav i drugi zlocini)
- 2010 : Universalove
- 2010 : La Femme au nez cassé (Zena sa slomljenim nosem
- 2015 : Enclave de Goran Radovanovic

### Télévision

#### Séries télévisées
- 1988-1989 : Balkan ekspres 2
- 1989 : Metla bez drške
- 1993 : Die Männer vom K3 (saison 3, épisode 2 : Dreckiges Geld)
- 1997 : Schimanski (saison 1, épisode 2 : Frères de sang)
- 1997 : Schimanski (saison 1, épisode 3 : Maldonne)
- 1999 : Der Bulle von Tölz (saison 1, épisode 23 : Tod eines Priester)
- 1999 : Anwalt Abel (saison 9, épisode 1 : In tödlicher Gefahr)
- 2000 : Fast ein Gentleman
- 2001 : STF (SK Kölsch) (saison 2, épisode 16 : Jungfrau im Wunderland)
- 2003 : Sperling und die Angst vorm Schmerz
- 2004 : Duo de maîtres (saison 3, épisode 5 : Envoûtement)
- 2004 : Das Traumhotel (saison 1, épisode 2 : Verliebt auf Mauritius)
- 2006 : Tatort (saison 1, épisode 649 : Der Tag des Jägers)
- 2011 : Brigade du crime (SOKO Leipzig) (saison 11, épisode 10 : Die schwarze Witwe)

#### Téléfilms
- 1987 : Ivanov
- 1992 : Cherche appartement désespérément (5 Zimmer, Küche, Bad)
- 1996 : Fünf Stunden Angst – Geiselnahme im Kindergarten
- 1996 : Tödliche Schwesternliebe
- 1996 : Schlag 12
- 1996 : Geisterstunde – Fahrstuhl ins Jenseits
- 1997 : Nackt im Cabrio
- 1998 : Weekend mit Leiche
- 1999 : Alphamann: Die Selbstmörderin
- 2000 : Mutter wider Willen
- 2001 : Der Verleger
- 2001 : Aszendent Liebe
- 2001 : Mayday! Überfall auf hoher See
- 2002 : Dienstreise – Was für eine Nacht
- 2002 : Un précieux coup de patte (Ein Hund für alle Fälle)
- 2003 : ABC des Lebens
- 2003 : Der Freund meiner Mutter
- 2003 : Un homme tombera du ciel (Tigeraugen sehen besser)
- 2003 : Der Herr der Wüste
- 2004 : Mogelpackung Mann
- 2004 : Un papa en or (Ein Baby zum Verlieben)
- 2005 : Spezialauftrag: Kindermädchen
- 2005 : La Nounou de mes rêves (Spezialauftrag: Kindermädchen)
- 2005 : Ein Hauptgewinn für Papa
- 2006 : La Clinique du cœur (Die Alpenklinik)
- 2006 : Héritage piégé (Ein Familienschreck kommt selten allein)
- 2007 : Père inconnu... et petits imprévus (Noch ein Wort und ich heirate dich!)
- 2007 : Schöne Aussicht
- 2007 : Die Alpenklinik: Eine Frage des Herzens
- 2008 : Mon élève, sa mère et moi (Mein Schüler, seine Mutter & ich)
- 2008 : Die Alpenklinik – Aus heiterem Himmel
- 2009 : Die Alpenklinik – Riskante Entscheidung
- 2010 : Noël au royaume des mille et une nuits (Weihnachten im Morgenland)
- 2011 : Romance à Paris (Ein Sommer in Paris) de Jorgo Papavassiliou
- 2011 : Der Mann, der alles kann
- 2011 : Frau Einstein (Frau Ajnstajn)
- 2012 : Geliebtes Kind

## Récompenses
- 1987 : Festival du film de Pula : meilleure actrice pour Već viđeno (Déjà vu)
- 1990 : Bayerischer Filmpreis : meilleure jeune actrice pour Rosamunde